# Sasebo (stacja kolejowa)
Sasebo (jap. 佐世保駅 Sasebo-eki) – stacja kolejowa w Sasebo, w prefekturze Nagasaki, w Japonii. Stacja posiada 3 perony.